# 2006 en mathématiques
| Années des mathématiques : 2003 - 2004 - 2005 - 2006 - 2007 - 2008 - 2009    |
| Décennies des mathématiques : 1970 - 1980 - 1990 - 2000 - 2010 - 2020 - 2030 |

Cet article présente les faits marquants de l'année 2006 en mathématiques.

## Évènements
- Reconnaissance officielle de la résolution par Grigori Perelman de la conjecture de Poincaré.